# Borne, Haute-Loire

Borne este o comună în departamentul Haute-Loire, Franța. În 2009 avea o populație de 425 de locuitori.